# Ranunculus latisinuatus
Ranunculus latisinuatus är en ranunkelväxtart som först beskrevs av Cedercr., och fick sitt nu gällande namn av S. Ericsson. Ranunculus latisinuatus ingår i släktet ranunkler, och familjen ranunkelväxter. Inga underarter finns listade i Catalogue of Life.